# Трахтенберг, Роман Львович
Рома́н Льво́вич Трахтенбе́рг (настоящая фамилия Горбуно́в; 28 сентября 1968, Ленинград, СССР — 20 ноября 2009, Москва, Россия) — российский актёр кино, телевидения, озвучивания и дубляжа, режиссёр кабаре, педагог, теле- и радиоведущий, шоумен, конферансье, исполнитель песен, литератор. Кандидат культурологии. Поклонники прозвали его «Королём анекдотов».

## Биография

### Ранние годы
Родился 28 сентября 1968 года в Ленинграде в еврейской семье. Мать — стоматолог Татьяна Липовна Горбунова (род. 15 января 1947), отец — Лев Глебович Горбунов (род. 28 июля 1937) — работал директором дома культуры в Ленинграде с 1980 по 1987 год, написал о сыне две книги, пережил два инсульта, боролся с раком.
Младший брат — Александр Львович Горбунов.
Трахтенберг называл отцом психотерапевта и сексолога Льва Щеглова. После смерти Трахтенберга врач опроверг эти сведения, назвав их мистификацией.
По словам Трахтенберга, родители развелись, когда ему было около года, и до 25 лет он носил фамилию отчима — Трахтенберг, которую впоследствии также использовал в качестве артистического псевдонима. На самом же деле, его родители никогда не разводились и отчима у Трахтенберга никогда не было.
По словам Трахтенберга, будучи второклассником, поступил в хореографическое училище имени Вагановой, где проучился два года. В действительности и этот факт является вымышленным.
По своим словам, выступал в составе детского хора Ленинградского радио и телевидения и одновременно занимался в Театре юношеского творчества (ТЮТ) при Ленинградском дворце пионеров. После окончания средней школы поступил в Ленинградский университет на филологический факультет.
В 1987 году был отчислен со второго курса и призван на службу в армию. Служил в войсках связи.
После прохождения службы в армии поступил в Ленинградский институт культуры им. Крупской на кафедру режиссуры театрализованных представлений и праздников.

### Карьера
С 1990 года пытался заниматься бизнесом, некоторое время работал в своём институте, преподавал на кафедре режиссуры театрализованных форм досуга.
С 1993 года стал артистом кабаре «Арт-Клиника» и директором «Формального театра» под управлением Андрея Могучего.
С 1997 года Трахтенберг — арт-директор, режиссёр и конферансье петербургского кабаре «Хали-гали», которое открыл петербургский бизнесмен Игорь Мельцер. Первой вечеринкой, которую провёл Роман Трахтенберг на подмостках «Хали-гали», был фестиваль татуировщиков, который проводил популярный в те годы у молодёжи журнал «812». Трахтенберга пригласил вести шоу один из учредителей этого издания — Константин Скоморохов. Завсегдатай «Арт-Клиники», он был хорошо знаком с Романом. Поскольку владелец «Хали-гали» Игорь Мельцер требовал брутального и скандального ведущего, Скоморохов решил, что лучшей кандидатуры, чем Роман Трахтенберг, не найти.
В 1999 году в Академии общественных связей защитил диссертацию на соискание учёной степени кандидата культурологии, тема исследования: «Возрождение традиционной культуры средствами фольклорного творчества» (специальность 24.00.04 — прикладная культурология).

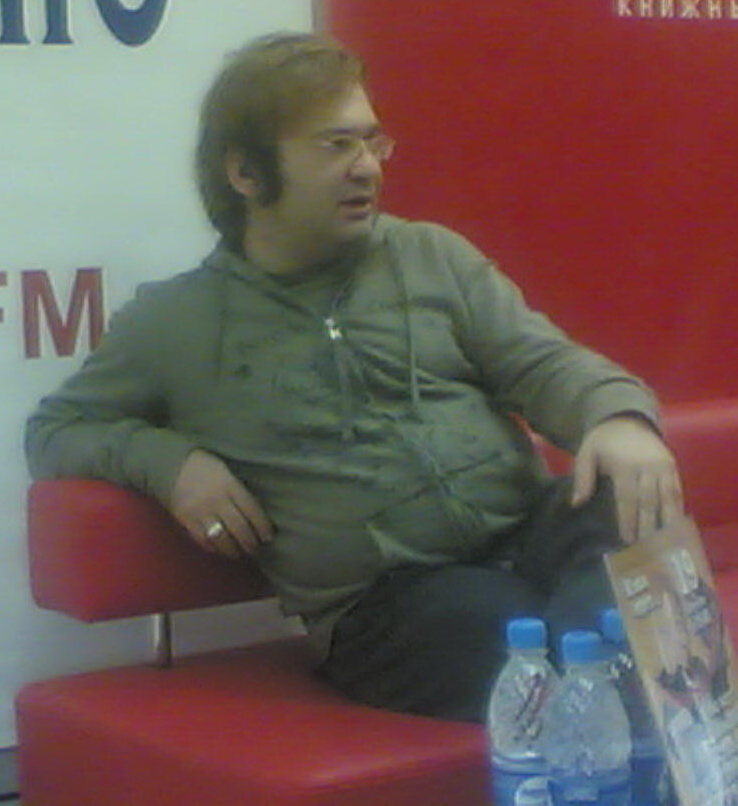
Роман Трахтенберг. 2008 год

В 2000 году снялся в российском порнофильме «Лука Мудищев» в роли рассказчика (не следует путать с одноимённым анимационным фильмом 2007 года). После этого неоднократно приглашался для работы в кино.
В 1999—2000 годах — ведущий программы «Ночной MUZZON» на «ТВ-6 в Санкт-Петербурге» (поочерёдно с Владимиром Леншиным и Аллой Довлатовой).
В 2000—2004 годах — ведущий авторской программы «Роман без конца» на «Европе плюс».
В 2003—2006 годах — ведущий авторских развлекательных программ «Деньги не пахнут» и «Следующий» на «Муз-ТВ».
С 2005 по 2008 год — ведущий авторской программы «Заявись!» на «Русском радио».
С 2003 по 2008 год Трахтенберг владел «Трахтенберг-кафе», где устраивал собственные шоу.
С 2008 года вёл на радио «Маяк» программу «Шоу Трахты-Барахты» с соведущей Еленой Батиновой.

### Смерть
Скончался на 42-м году жизни в пятницу 20 ноября 2009 года в Москве в результате сердечного приступа в машине скорой помощи. Сердечный приступ начался во время эфира на радио «Маяк» на собственном шоу «Трахты-Барахты», в гостях был Юрий Николаев. За два часа до своей смерти ведущий пошутил в эфире, что хотел бы умереть не на сцене, а перед рекламной паузой. В 19:21 он пообещал слушателям: «Я ещё вернусь», однако не вернулся. Его хотели госпитализировать и даже вынесли на носилках на улицу, но он отказался ехать в больницу. Впоследствии в кармане умершего эксперты обнаружили доллар, свёрнутый в трубочку для употребления кокаина. Диагноз: острый инфаркт миокарда, кардиомиопатия, ишемическая болезнь сердца, дистрофия печени, слабый запах алкоголя. По заключению судебно-медицинских экспертов, причиной могла послужить обнаруженная аномалия сердца. Анализ крови не обнаружил следов наркотиков, однако показал наличие 0,8 промилле алкоголя, что соответствует алкогольному опьянению легкой степени.
У Романа Трахтенберга остались молодая жена (выпускница медицинского института) и двое сыновей. Младшему сыну от первого брака, Льву-Давиду, на момент смерти отца исполнилось пятнадцать лет; старший, двадцатилетний внебрачный сын Сергей, стал общаться с Трахтенбергом за два года до его смерти.
Похоронен 24 ноября 2009 года по иудейскому обряду на кладбище Памяти жертв Девятого января в Санкт-Петербурге, напротив братских могил жертв блокады Ленинграда.

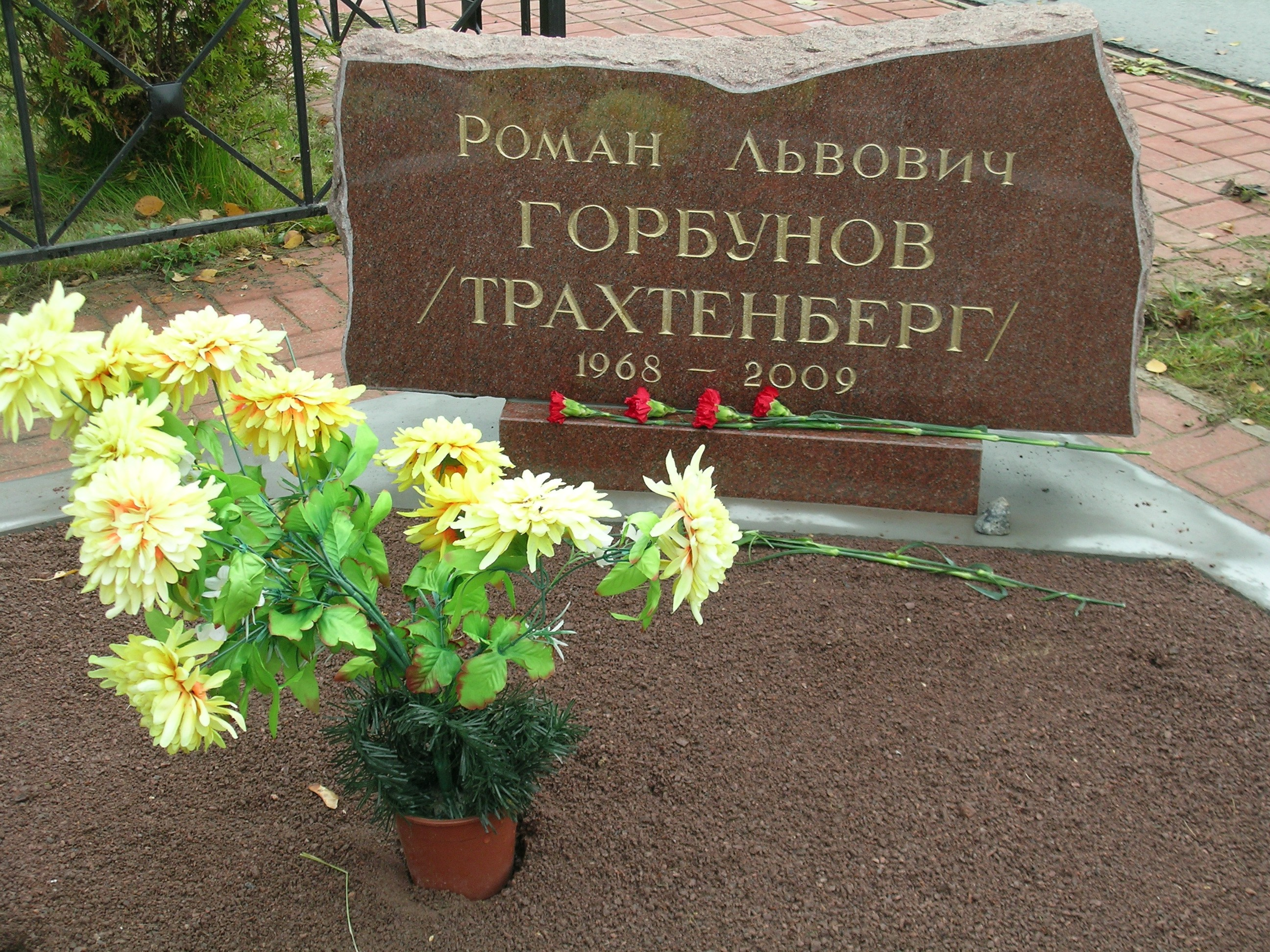
Временный памятник на могиле Трахтенберга
Окончательный вариант памятника (фото 2016)

### Личная жизнь
Старший сын — Сергей Семёнов, рождён вне брака от Алёны Семёновой (Лесосибирск), Сергей познакомился с отцом за полтора года до его смерти, женился в 2012 году.
Внук — Леонид Семёнов (род. 2013).
Неофициальная жена — Елена Романова.
Младший сын Лев-Давид (род. 1994) от Елены Романовой (Санкт-Петербург), учился в США, в Мэрилендском университете.
Официальная жена — Вера Мороз — выпускница московского медицинского института, врач РНЦРР (Центр рентгенорадиологии), после смерти Романа вновь вышла замуж в 2012 году.

## Творчество

### Фильмография
| Год  |   | Название           | Роль                                    |
| ---- | - | ------------------ | --------------------------------------- |
| 2000 | в | Лука Мудищев       | рассказчик                              |
| 2002 | с | Русский спецназ    | отец рыжего мальчика                    |
| 2003 | с | Линии судьбы       | продюсер                                |
| 2003 | с | Игра без правил    | камео                                   |
| 2006 | с | Счастливы вместе   | камео (189-190 серии, "Бабьё не тонет") |
| 2006 | с | Трое сверху        | эпизодическая роль                      |
| 2007 | ф | Гастролёр          | камео                                   |
| 2007 | с | Гаишники           | Степан Григорьевич (Шер-Хан)            |
| 2008 | с | Дом кувырком       | гость (16-я серия «Шоу или бизнес?»)    |
| 2008 | с | Путь самца         | камео                                   |
| 2009 | ф | Схватка без правил | эпизодическая роль                      |
| 2011 | ф | Generation П       | Саша Бло                                |
| 2011 | ф | Звёздный ворс      | Язбец                                   |

Дубляж
| Год  |    | Название                        | Роль                        |
| ---- | -- | ------------------------------- | --------------------------- |
| 2005 | мф | Правдивая история Красной Шапки | Кролик                      |
| 2006 | мф | Победитель                      | Наполеон Кросс              |
| 2007 | мф | Ноев ковчег                     | обезьяна Бомбей             |
| 2008 | мф | Мартышки в космосе              | Титан                       |
| 2009 | ф  | Рок-волна                       | Граф (Филип Сеймур Хоффман) |

Озвучивание мультфильмов
| Год  |    | Название          | Роль                       |
| ---- | -- | ----------------- | -------------------------- |
| 2004 | мф | Столичный сувенир | Рома, музыкальный продюсер |

### Дискография
- 2000 — «Роман Трахтенберг. Приличное» Neva-Records (TR-252000)
- 2002 — «Роман Трахтенберг. Неприличное» NOX Music (NOX.071-2)
- 2004 — Новое матерное слово. (Муха-Цокотуха. Колобок. Масленица) ООО Звук, 2004 (D 3472)
- 2004 — Новое матерное слово. (Малыш и Карл Маркс) ООО Звук
- 2005 — Группа «Моржи». «Кошерные песни о главном», компания SONY/BMG (82876743872) с Пётром Подгородецким[37]. Генеральный продюсер альбома Игорь Микрюков (административный директор компании Sony/BMG).

### Компьютерные игры
- «Торренте 3. Трахтенберг в Мадриде»[20]. 2006, Издатель: Новый Диск; Разработчик: Virtual Toys
- «Роман Трахтенберг: В поисках идеального анекдота». 2006, Компания Hamaxa и студия VZ.lab

### Клипы
- «Пьяный Винни-Пух — Дубак-январь». Клип Профессора Лебединского.
- «Спят усталые игрушки». Клип Профессора Лебединского.
- «Зубы» (Стоматолог и Фисун). В клипе сыграл роль проктолога.

### Театр
В театре «Балтийский дом» спектакль «Сон в летнюю ночь». Режиссёр Калью Комиссаров (Эстония). Сыграл одну из главных ролей — ткача Основы.